# Levacetylmethadol
Levacetylmethadol, auch Levo-α-acetylmethadol (abgekürzt LAAM) ist ein Opioid, das aufgrund von seltenen Nebenwirkungen in der EU seit 2003 nicht mehr vermarktet wird, obwohl sich zwischenzeitlich gezeigt hat, dass es in der Behandlung der Opiatabhängigkeit (Drogensubstitution) Methadon und Buprenorphin überlegen sein könnte.

## Pharmakologische Eigenschaften
Nachdem Wirkdauer bzw. Halbwertszeit dreimal so lang wie die des Methadons sind, muss es nur drei Mal pro Woche eingenommen werden. LAAM wird in der Leber zu nor-LAAM und dinor-LAAM verstoffwechselt, die beide ebenfalls wirksam sind und zur langen Wirkdauer beitragen. Vertrieben wird die Substanz in den USA durch die Roxane Laboratories in Columbus (Ohio), einem Tochterunternehmen der Boehringer Ingelheim. 2003 wurde die Anzahl der in den USA substituierten Patienten auf 5100 geschätzt.

## Zulassung
Die Zulassung der FDA wurde am 20. Juli 1993 erteilt. 2001 wurde dem Beipackzettel von der FDA eine „Black-Box-Warnung“ aufgrund der Möglichkeit von Torsade de pointes-Arrhythmien (10 Episoden bei insgesamt 33.000 behandelten Patienten) verordnet und in der Folge 2003 die Vermarktung von den Roxane Laboratories ausgesetzt. Das Medikament ist in den USA immer noch zur Behandlung einer Opioid-Abhängigkeit zugelassen. Aufgrund der möglichen kardialen Nebenwirkungen wird das Medikament in der EU derzeit nicht vermarktet. Die Autoren einer europäischen Multicenterstudie kommen jedoch zu dem Schluss, dass eine Diskussion bezüglich einer Einführung von LAAM in der EU stattfinden sollte. Eine 2009 veröffentlichte Cochrane-Studie konnte keine Bewertung abgeben, da nur zwei Arbeiten den geforderten strengen Kriterien entsprachen.